# Dioscorea burchellii
Dioscorea burchellii är en enhjärtbladig växtart som beskrevs av John Gilbert Baker. Dioscorea burchellii ingår i släktet Dioscorea och familjen Dioscoreaceae. Inga underarter finns listade i Catalogue of Life.